# Soukhoï Su-57
Pour les articles homonymes, voir T-50 (homonymie).
Le Soukhoï Su-57 (en russe : Сухой Су-57, Code OTAN : Felon, depuis septembre 2019) est un avion de combat polyvalent furtif de cinquième génération.
Une version issue d'une coopération indo-russe développée par Soukhoï aurait dû voir le jour sous la désignation HAL FGFA. L'appellation PAK-FA (en russe : Перспективный Авиационный Комплекс Фронтовой Авиации) peut être traduite en français par « Futur Système aéronautique de l'aviation du front », mais a été abandonnée.

## Caractéristiques
Les caractéristiques ne sont, fin 2018, toujours pas officielles et font l'objet de nombreuses spéculations. On connaît seulement quelques spécifications et mensurations, comme sa masse, de l'ordre de 30 t en ordre de combat, une soute de 4,80 m de long au minimum, le fait qu'il sera biréacteur et monoplace, équipé d'un radar à antenne active Sh121 conçu par Tikhomirov NIIP et de radars bande L dans les ailes.

### Motorisation
Il est annoncé en 2015 que le moteur « Izdeliye 30 », censé avoir une poussée supérieure à 17 t et prévu pour propulser tous les appareils à l'horizon 2020, a commencé son développement chez UEC Saturn. Un premier exemplaire voit le jour en 2016. La production en série est espérée en 2020[réf. nécessaire] mais, en octobre 2022, il est toujours en cours de mise au point. Il est alors espéré qu'il soit opérationnel fin 2024.
En attendant, le T-50 reste motorisé avec l’AL-41F1, ou « Izdeliye 117 », une profonde modernisation de l’AL-31FP qui équipe les Su-30. L'AL-41F1 est doté d’une soufflante au diamètre agrandi, de nouveaux étages de turbine à basse et haute pression, d’une chambre de combustion améliorée et d’une nouvelle régulation numérique fortement intégrée au reste des systèmes de l’avion. Ces moteurs sont équipés de tuyères à poussée vectorielle tridimensionnelles, rendant l'avion très maniable. Seize moteurs AL-41F1 ont été fabriqués, dont six pour les essais au sol[Quand ?] dont plusieurs ont subi de graves incidents.
Au moins un incendie moteur a été constaté entraînant la destruction complète de l'engin et à l'occasion d'une démonstration faite aux forces aériennes indiennes dans le cadre du programme FGFA un autre moteur aurait pris feu. Le PAK-FA a également été victime d'une extinction moteur lors du salon aérospatial de Moscou (MAKS) 2011, au cours de laquelle le pilote du T-50 concerné fut contraint de renoncer à son décollage.
L'AL-41F1, bien que particulièrement puissant, est surtout réputé pour son manque de fiabilité chronique[réf. nécessaire].

### Avionique
Ce nouvel appareil est une fusion d'un appareil de frappe et d'un chasseur, il est équipé, selon son constructeur, d'une avionique dernier cri avec une fonction « pilote électronique ».
Il possède également un important camouflage face aux radars, aux systèmes optiques et infrarouges (grâce aux matériaux composites)[réf. nécessaire]. Cela participe à la dissimulation de l'appareil, laissant le pilote se concentrer sur l'accomplissement de missions tactiques. Toutefois, il est à remarquer que les tuyères à poussée vectorielle sont identiques à celles du démonstrateur Su-37 et ne présentent donc pas les gages d'une très bonne furtivité.

### Spécifications
Caractéristiques générales
- Équipage : 1
- Longueur : 19,8 m
- Envergure : 13,95 m
- Hauteur : 4,74 m
- Surface alaire : 78,8 m2
- Masse à vide : 18 000 kg
- Masse totale (carburant) : 25 000 kg
- Masse maximale au décollage : 35 000 kg
- Capacité carburant : 10 300 litres

Armement
- Canon automatique : 1 × 30 mm Gryazev-Shipunov GSh-30-1
- Point d'emport : 12 points d'emport (6 × internes, 6 × externes)
- Missiles :

Missile air-air :
- 4 × RVV-MD
  - 2 × R-73
  - R-37M

Missile air-sol :
- 4 × Kh-38ME
- Kh-69

Missile antinavire :
- 2 × Kh-35E, 31

Missile antiradar :
- 4 × Kh-58UShKE
- 250, 500, 1 500 kg bombes guidées
- X-59MK2
- X-58UHK
- Antitank "Drill" 500 kg bombe à fragmentation

## Calendrier

### Origine
À la fin des années 1980, l'Union soviétique exprime le besoin d'un avion de génération supérieure, destiné à entrer en service dans les années 1990. Le projet reçoit le nom de code I-90 (en russe : Истребитель, Istrebitel, « combattant »). Il est prévu que le chasseur soit capable de frappes au sol et remplace à terme les MiG-29 et les Su-27. Le projet MiG 1.44 est lancé par Mikoyan-Gourevitch. De son côté, Soukhoï développe son propre programme au début des années 1990, afin de réaliser un avion de combat de nouvelle génération. Le Su-47, appelé originellement S-37, est le résultat de ce projet. La dislocation de l'URSS et le manque de fonds qui s'ensuivent causent des retards dans la programmation des vols des premiers prototypes, en 2000 soit 9 ans après la date prévue. Le MiG 1.44 est annulé et un nouveau projet est étudié, qui reçoit le nom de code PAK FA. Les besoins de ce nouvel avion sont inspirés par leurs équivalents occidentaux : Dassault Rafale, Eurofighter Typhoon ou F-22 Raptor. En 2002, Soukhoï est sélectionné pour la conception de ce nouvel avion[réf. souhaitée].

### Réalisations
Le premier vol, attendu pour 2009, a été effectué le vendredi 29 janvier 2010, durant 47 min, à proximité de la ville de Komsomolsk-sur-l'Amour. Lors du vol, son pilote d'essai Sergueï Bogdan a effectué l'évaluation initiale de la maniabilité de l'avion, le fonctionnement des moteurs et des systèmes principaux. « L'avion a bien réagi à toutes les étapes du programme de vol » a commenté dans le communiqué le pilote d'essai. Son deuxième vol eut lieu le 12 février suivant et une troisième série de vols d'essai devrait avoir lieu à Komsomolsk-sur-l'Amour avant que ne commence le programme principal de tests au Centre d'essais de Joukovski, près de Moscou. Il a été présenté au public pour la première fois lors du salon aérospatial MAKS 2011 à Moscou. Il a été montré en vol mais n'a pas été exposé au sol afin d'éviter qu'il puisse être examiné de trop près.
Cependant, le Sukhoï T-50 n’a pas pu assurer sa dernière représentation le 21 août lors de ce salon. Selon un porte-parole du salon, l’appareil n’a pas pu décoller à cause d’une défaillance technique. La Corporation russe de construction aéronautique (OAK) a précisé que l’origine de l’incident est due à un défaut du moteur droit de l’avion,.
Initialement prévues pour 2015, les premières livraisons ont été repoussées en 2016, puis en 2017 (annonce du ministre adjoint à la défense russe, Youri Borisov le 9 décembre 2015), puis à l'horizon 2020/2025 alors qu'auparavant, le ministre russe de l'Industrie, Denis Manturov, avait confirmé qu'un contrat pour l'acquisition de 76 avions Su-57.
Selon un rapport publié dans Forbes par David Axe, Soukhoï avait initialement prévu de remettre les deux premiers Su-57 aux normes de production à la fin de 2019 et deux autres en 2020. Mais le crash de l'un des avions en décembre 2019 a contraint la société à arrêter temporairement le travail sur le programme.
Le 25 décembre 2020, le premier avion entre en service dans les forces aériennes russes. 4 sont annoncés pour 2021,. Ils sont destinés au 4e Centre national de préparation du personnel aérien et d'évaluation militaire de l'aviation tactique russe. Mais les 4e et 5e exemplaires de série sont versés fin mai 2022.
Le Sukhoi Su-57M (T-50M) modernisé dit de « seconde étape », a effectué son premier vol le 21 octobre 2022. L'avion de combat comporte un certain nombre de nouveaux systèmes dont une intelligence artificielle. Le calendrier, considéré comme optimiste, stipule que l'avion devrait être prêt à être produit à la fin de 2024 avec les réacteurs Izdeliye 30 et adopter une tuyère plate beaucoup plus adaptée.

## Production
Selon le ministère de la défense russe, début janvier 2014, plus de 300 vols d'essai auraient été effectués par les 5 prototypes alors existants, un sixième étant en cours de finition à cette date. La question des moteurs utilisés reste entière. Les AL-41F1 restant n'étant au mieux que quatre et le « Izdeliye 30 » devant équiper à terme l'avion étant loin d'être prêt à être mis en production. (Début de production prévu pour 2020 selon le motoriste NPO Saturn. En juillet 2018, 10 prototypes sont construits).
| Modèle   | Premier vol      | Remarques |
| -------- | ---------------- | --- |
| T-50-0   |                  | prototype statique |
| T-50 KNS |                  | prototype statique |
| T-50-1   | 29 janvier 2010  | premier prototype, ne vole plus depuis août 2011.                                                                                   |
| T-50-2   | 3 mars 2011      | |
| T-50-3   | 22 novembre 2011 | doté du radar à antenne active (AESA) N036 et des deux détecteurs d’alerte 101KS-U, sous le nez de l’avion et sur la pointe arrière |
| T-50-4   | 12 décembre 2012 | prévu fin 2011 à l'origine |
| T-50-5R  | 27 octobre 2013  | T-50-5 victime d'incendie en juin 2014, reconstruit T-50-5R avec des pièces du T-50-6-1                                             |
| T-50-6-2 | 27 avril 2016    | |
| T-50-7   |                  | prototype statique |
| T-50-8   | 17 novembre 2016 | |
| T-50-9   | 24 avril 2017    | |
| T-50-10  | 23 décembre 2017 | |
| T-50-11  | 6 août 2017      | |
| T-50S1   | 2019             | perdu dans un crash le 24 décembre 2019. contrat-cadre de 2018                                                                      |
| T-50S2   | 29 janvier 2021  | premier Su-57 de série produit et livré. contrat-cadre de 2018                                                                      |
| T-50S3   | fin 2021         | |
| T-50S4   | fin 2021         | |
| T-50S5   | janvier 2022     | |
| T-50S6   | janvier 2022     | |
| T-50S7   | mai 2022         | |
| T-50S8   | mai 2022         | |
| T-50S9   | décembre 2022    | |
| T-50S10  | décembre 2022    | |
| T-50S11  | décembre 2022    | |
| T-50S12  | décembre 2022    | |

Sur la période 2016-2020, la loi de programmation militaire russe prévoyait l'achat de 60 appareils de dernière génération. Mi-2015, le calendrier des livraisons prévues - Les T-50C sont les T-50 du 2e lot mais sans le nouveau moteur Izd.30, les PMI sont les FGFA Indiens alors prévus - montre un total de 24 appareils russes et 4 indiens :
- 2016 : Т-50-9, Т-50-10, Т-50-11.
- 2017 : Т-50-12 (повторная статика), Т-50С-1, 2.
- 2018 : Т-50С-3, 4
- 2019 : Т-50С-5, 6, 7, 8, PMI-1, 2.
- 2020 : Т-50С-9, 10, 11, 12, MIC-3, 4.

Finalement le gouvernement russe ne signe pas de contrat ferme et l'Inde se retire. La planification des livraisons est caduque.
Deux avions de série sont produits suivant le contrat-cadre de 2018. Un des deux exemplaires est détruit avant livraison. Le second contrat de production en série porte sur 76 exemplaires à livrer entre 2021 et 2028. 4 sont produits en 2021 et 6 en 2022.

## Utilisateurs actuels et futurs
Selon Mikhaïl Pogosian, directeur général de Soukhoï, le T-50 pourrait viser un marché ambitieux de 1 000 avions (dont 550 pour l'export seul).

### Russie
Le 2 juillet 2018, le vice-ministre russe de la Défense déclare que l’on ne prévoit pas de produire en série le Su-57 pour le moment.
En août 2018, le ministère russe de la défense signe un contrat pour la livraison de seulement deux avions d'ici 2020, un seul l’étant fin 2020, quatre autres prévus en 2021.
Une partie des Su-57 sont présents sur le cosmodrome Kapoustine Iar, dans l'Oblast d'Astrakhan, selon des images aériennes.

### Algérie
Dans le cadre de la modernisation de sa flotte aérienne, l’Algérie a manifesté un intérêt pour le chasseur furtif russe Su-57. À l’été 2019, une délégation du ministère de la Défense s’est rendue au salon aéronautique MAKS à Moscou. Selon le média spécialisé Menadéfense, cette visite aurait été marquée par la signature d’un contrat d’acquisition de l’appareil.

### Inde

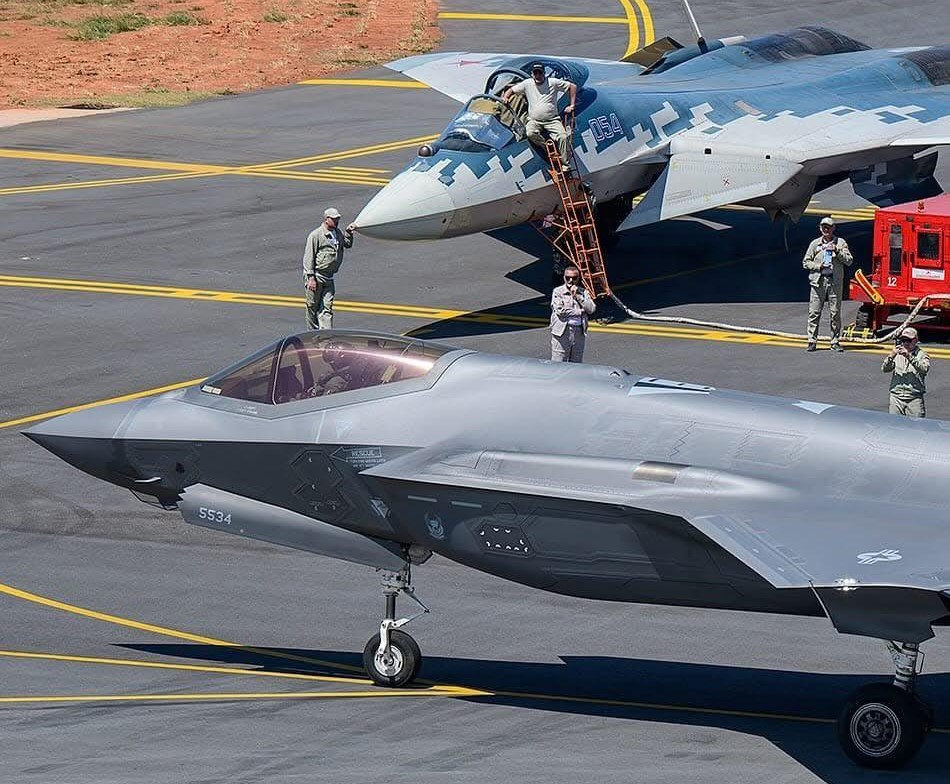
F-35 et Su-57 sur la Base aérienne de Yelahanka lors de Aero India en 2025.

L'Inde, quant à elle, qui est devenue partenaire à part entière du programme depuis 2008, a réduit ses prévisions de commandes de 214 à 144 biplaces (sous la désignation de FGFA : Fifth Generation Fighter Aircraft) destinés à la Force aérienne indienne et peut-être avec la possibilité de les faire construire par HAL. La Russie demandant à l'Inde un montant équivalent à six (puis neuf par la suite) milliards de dollars américains pour ce programme avec mise en service prévue en 2020. Finalement, l'Inde se retire du projet en avril 2018, sans renoncer à acquérir l'appareil dans un avenir lointain,.

### Turquie
La Turquie a manifesté un intérêt à acquérir le chasseur furtif après avoir été exclue du Programme Joint Strike-Fighter (F-35 Lightning II) en 2019. Le contrat est toujours en cours de discussion et rien n'a encore été signé en 2020 alors que les relations russo-turques se dégradent. La Turquie pourrait devenir le premier membre de l'OTAN à acquérir des avions de combat russes.
Finalement, la Turquie a préféré réaliser son propre programme d'avion de chasse de cinquième génération "TAI TF-X".

## Perte
Lors de la guerre d'invasion de l'Ukraine par la Russie, l'armée ukrainienne annonce avoir frappé un de ces appareils le 8 juin 2024 sur la base aérienne d'Akhtoubinsk, site du 929e Centre national d'essais en vol du ministère de la Défense, dans la région d'Astrakhan, à 589 kilomètres de la ligne de front, comme en témoignent des images satellitaires,.

## Galerie

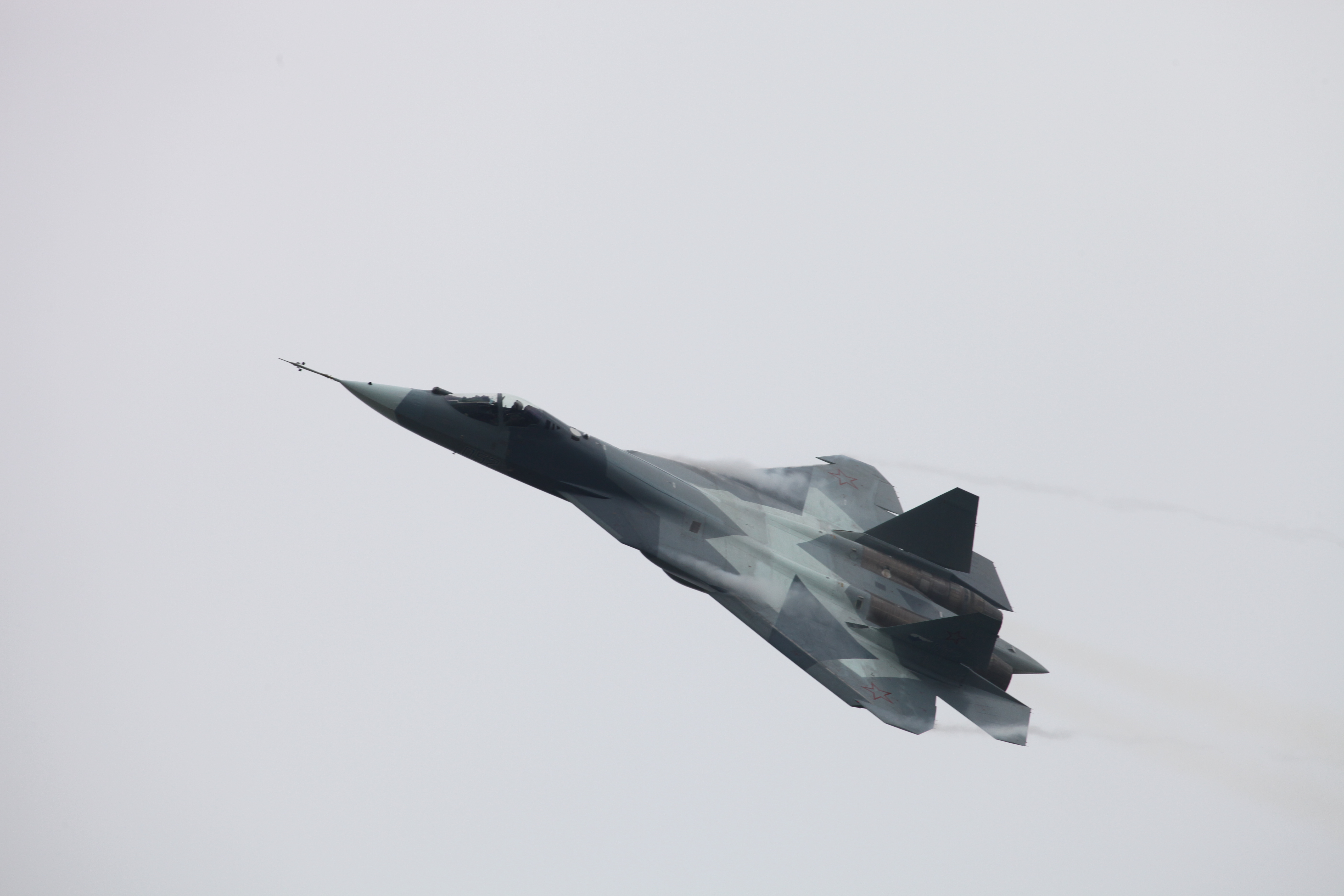
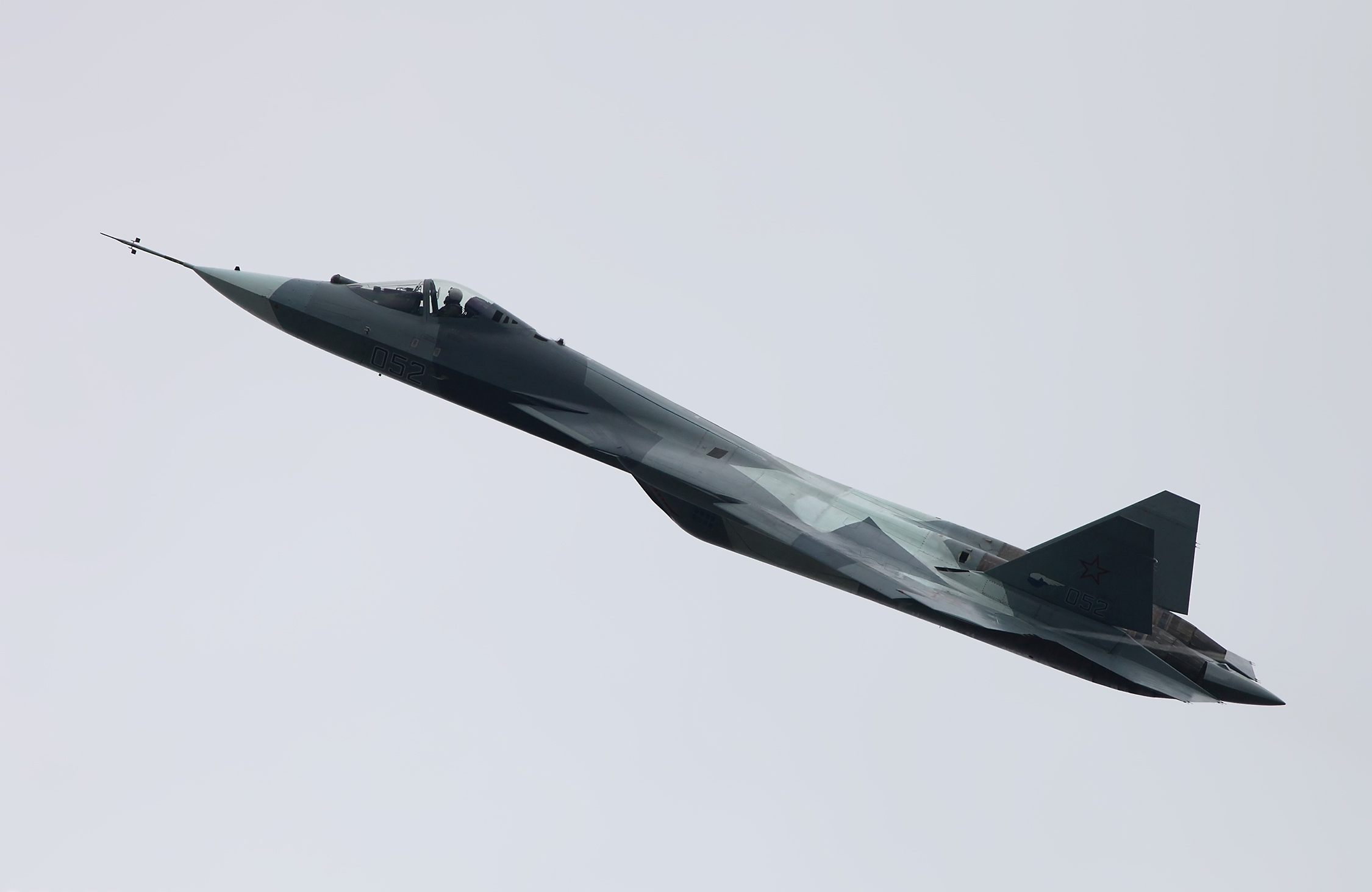
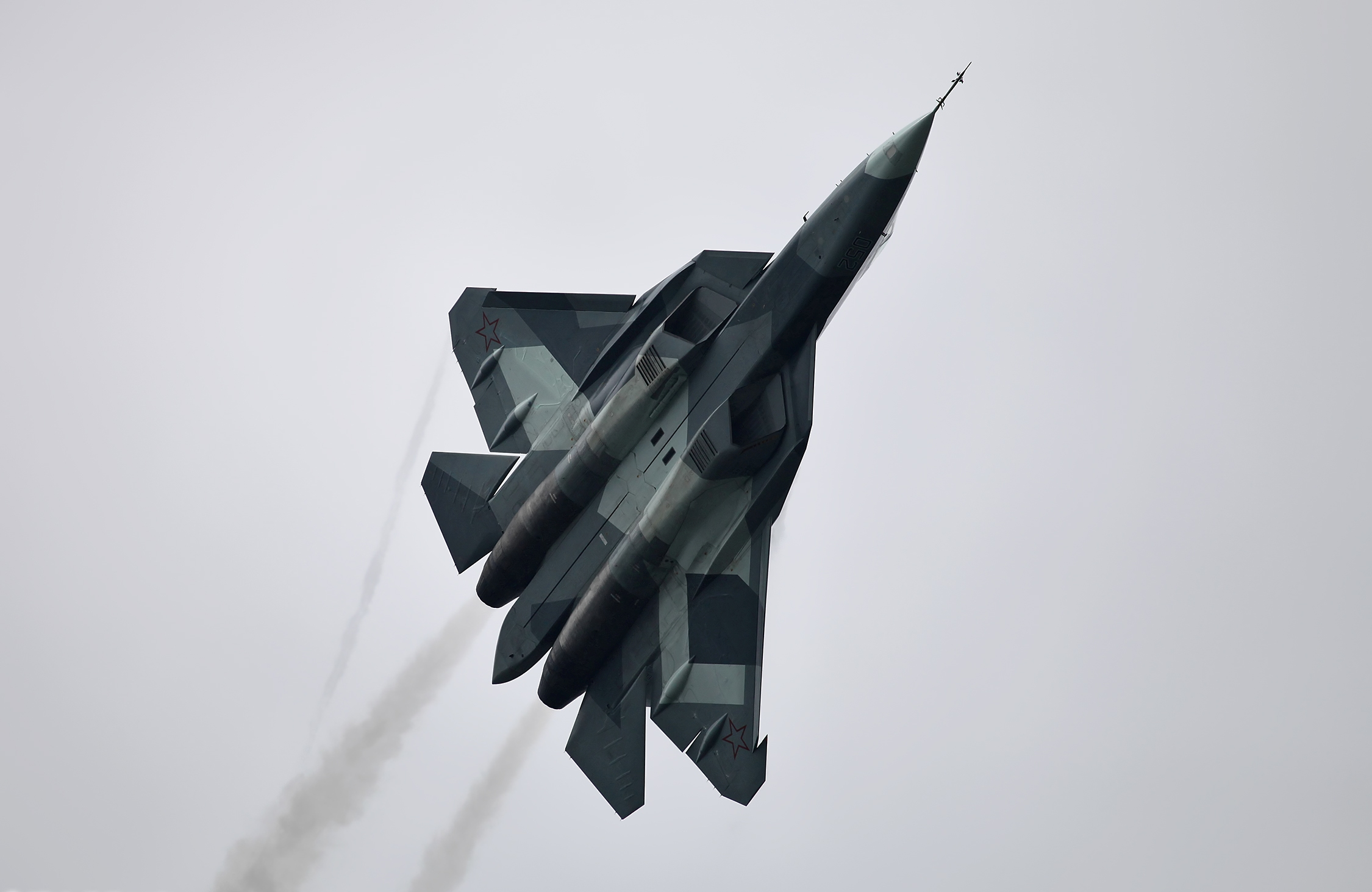
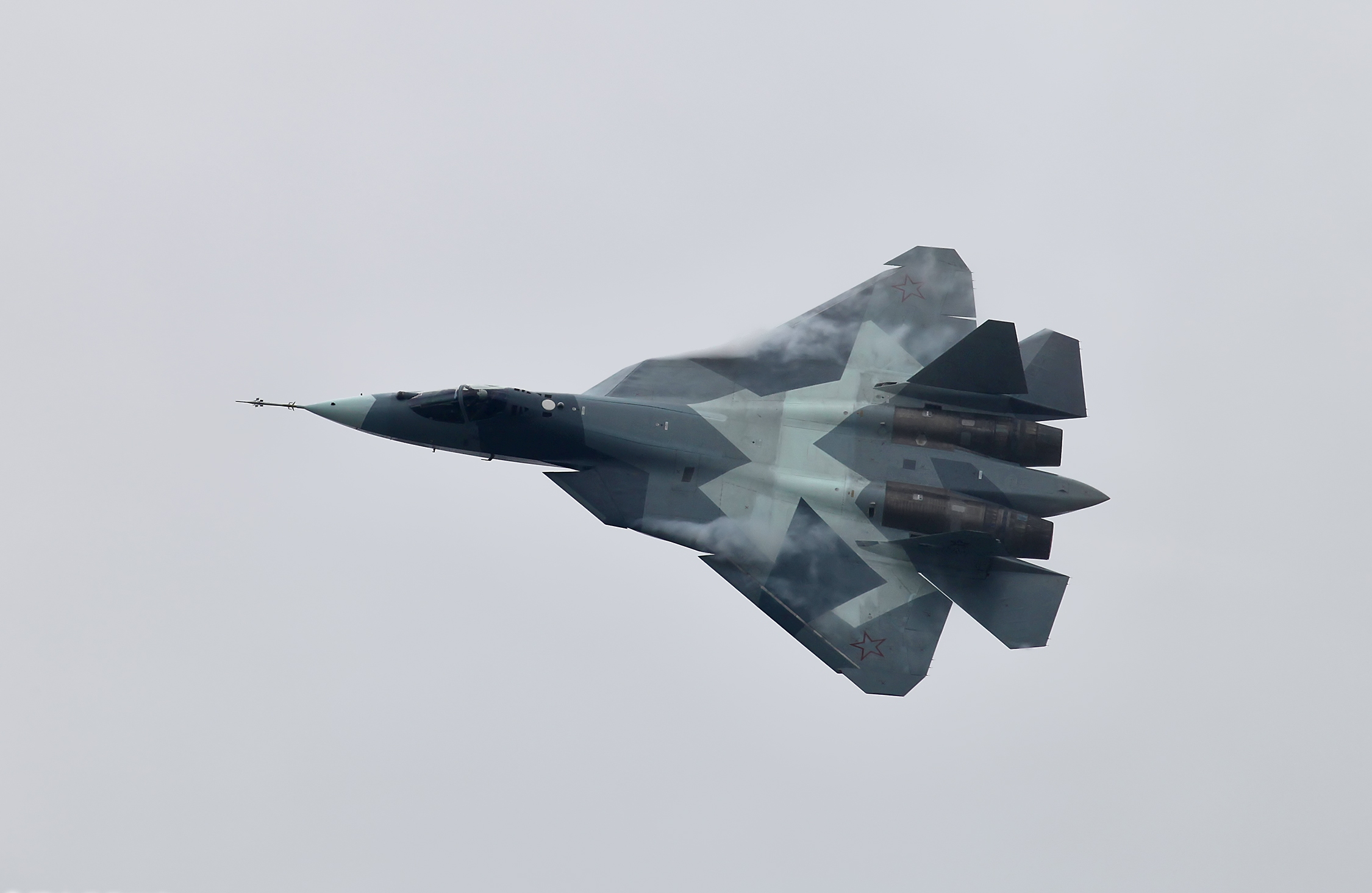
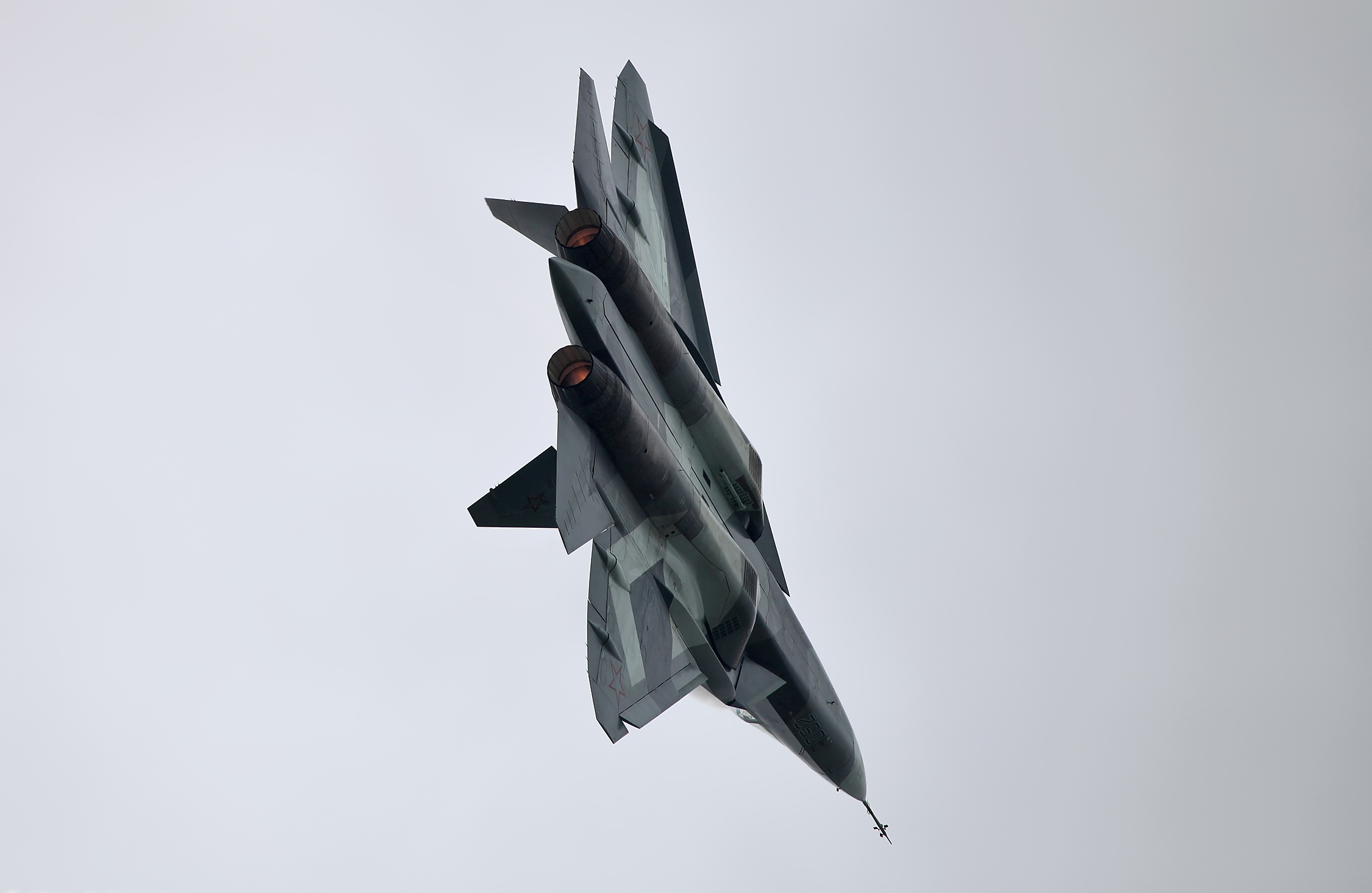
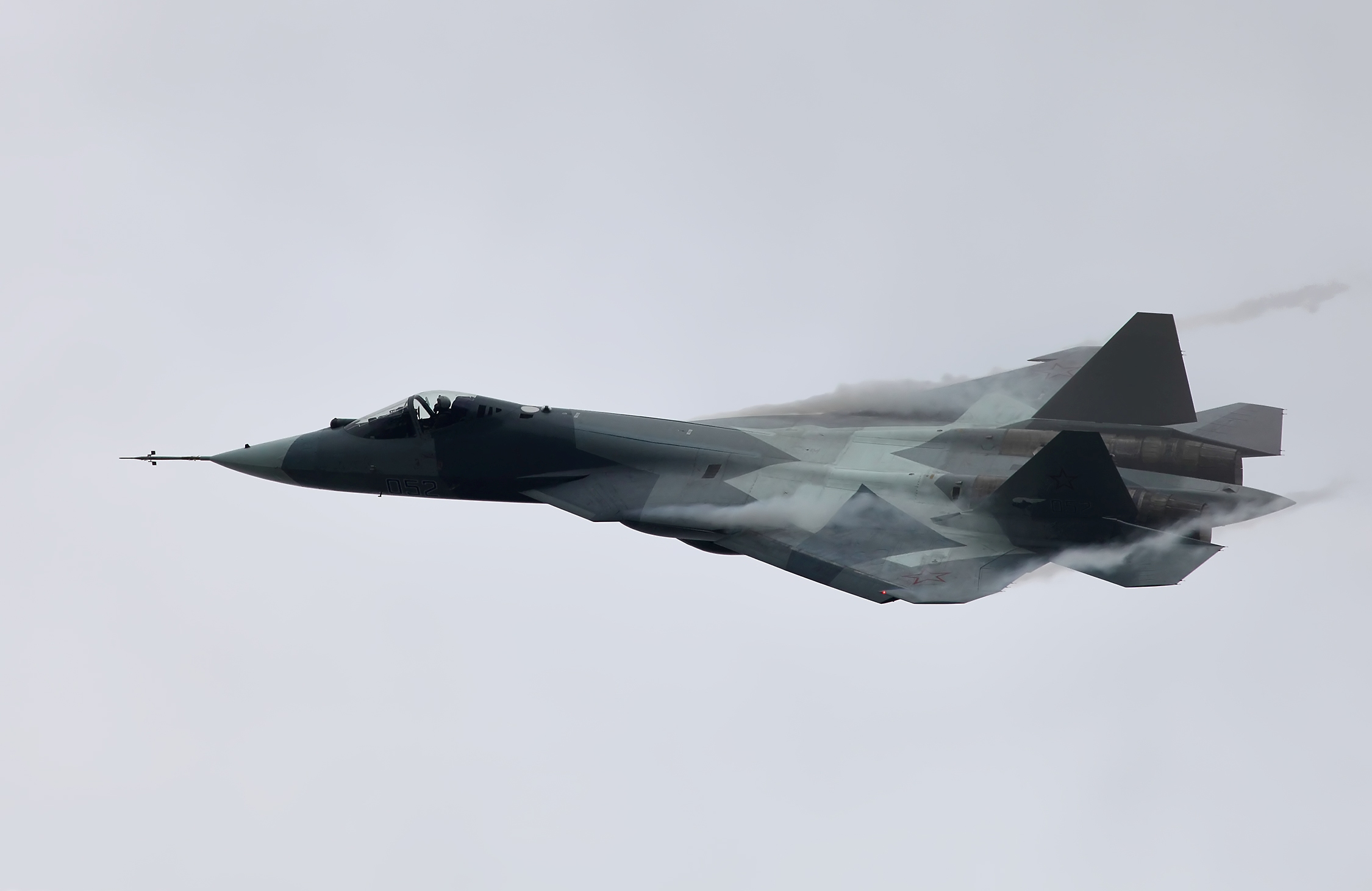
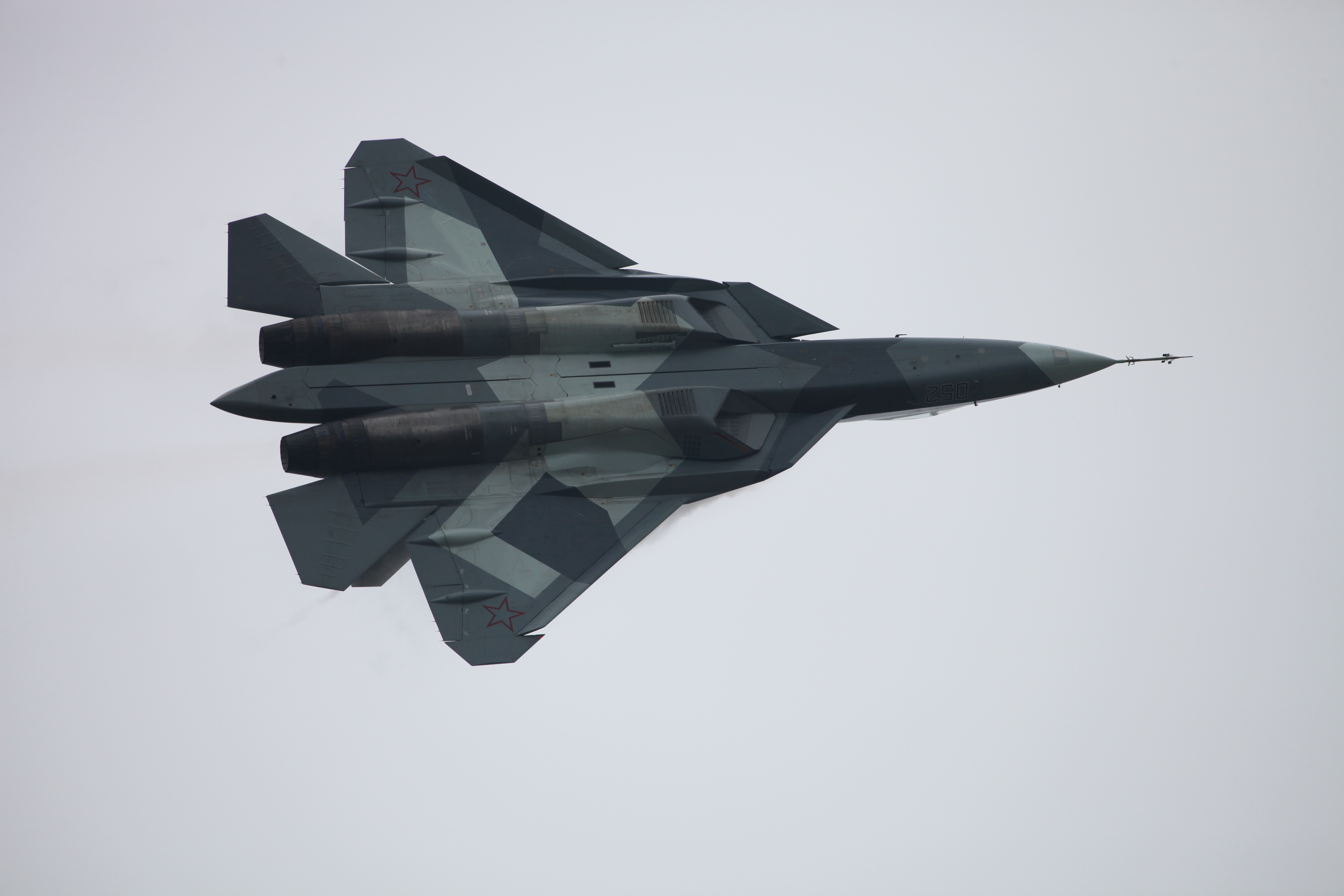

## Culture populaire
- Le Su-57 Felon apparaît comme ennemi dans le film Top Gun : Maverick sous la dénomination de « chasseur de cinquième génération »[37].
- Il apparaît aussi dans plusieurs jeux vidéo des sagas Ace Combat et Battlefield[38].